# دربند (دول)
دربند هي قرية في مقاطعة أرومية، إيران. عدد سكان هذه القرية هو 359 في سنة 2006.